# 莫兰维尔-茹沃
莫兰维尔-茹沃（法語：Morainville-Jouveaux，法語發音：[mɔʁɛ̃vil ʒuvo]）是法国厄尔省的一个市镇，属于贝尔奈区。该市镇于1964年由原市镇莫兰维尔（Morainville）和茹沃（Jouveaux）合并而成。

## 地理
莫兰维尔-茹沃（49°13'19"N, 0°26'44"E）面积15.39 平方千米，位于法国诺曼底大区厄尔省，该省份为法国北部内陆省份，北起滨海塞纳省，西接奧恩省和卡爾瓦多斯省，南至厄尔-卢瓦省，东临瓦兹省、瓦兹河谷省和伊夫林省。
与莫兰维尔-茹沃接壤的市镇（或旧市镇、城区）包括：阿涅尔、巴约勒拉瓦莱、弗雷讷-科韦维尔、略雷、诺阿尔。

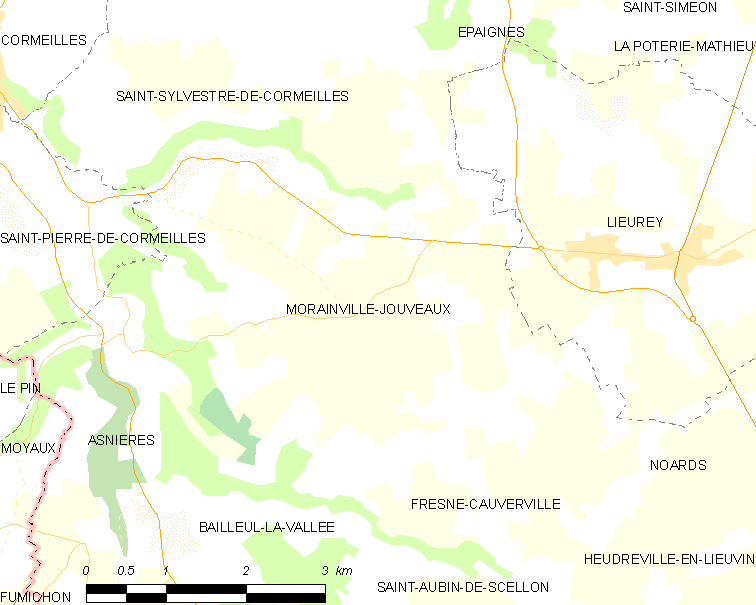
莫兰维尔-茹沃的OSM定位图

莫兰维尔-茹沃的时区为UTC+01:00、UTC+02:00（夏令时）。

## 行政
莫兰维尔-茹沃的邮政编码为27260，INSEE市镇编码为27415。

## 政治
莫兰维尔-茹沃所属的省级选区为伯兹维尔县。

## 人口

1962-2008年间莫兰维尔-茹沃人口变化图示

莫兰维尔-茹沃于2022年1月1日时的人口数量为372人。